# Nehivți, Kaluș
Nehivți (în ucraineană Негівці) este localitatea de reședință a comunei Nehivți din raionul Kaluș, regiunea Ivano-Frankivsk, Ucraina.

## Demografie
Componența lingvistică a localității Nehivți
     Ucraineană (99,69%)
     Alte limbi (0,32%)
Conform recensământului din 2001, majoritatea populației localității Nehivți era vorbitoare de ucraineană (99,69%), existând în minoritate și vorbitori de alte limbi.